# 히라 미키지로
히라 미키지로(일본어: 平 幹二朗, 1933년 11월 21일 ~ 2016년 10월 23일)는 일본의 배우, 연출가이며 케이팩토리 소속이다.
히로시마현 히로시마시 출신으로 생후 9개월만에 아버지를 잃고, 태평양 전쟁이 발발하자 외숙의 집으로 피해 있었다. 1945년 8월 6일의 원폭 투하 때에는 우체국에 다니던 어머니가 구사일생으로 살아났으나 평생 후유증으로 고생하였다. 히라 미키지로는 이후 히로시마로 돌아와 영화감독의 꿈을 꾸며 극단에 입단, 연기와 연출을 함께 배웠다.
NHK 대하드라마 《전나무는 남았다》와 《나라 훔친 이야기》에서 주연을 맡으며 두각을 드러냈고 1970년엔 여배우인 사쿠마 요시코와 결혼하였으나 14년 후 이혼하였다. 슬하에 외아들이자 역시 배우인 히라 타케히로가 있다.

## 영화
- 태양의 왕자 호루스의 대모험
- 13인의 자객 - 도이 도시쓰라 역
- 초원의 왕 도제
- 영원의 제로 (영화)

## TV 출연
- 나라 훔친 이야기
- 다케다 신겐 (1988년 드라마)
- 불모지대
- 요시쓰네
- 미토 고몬
- 아츠히메 (드라마)
- 지지 않는 태양
- 카인과 아벨 (2016년 드라마)

## 극
- 시라노 드 베르주라크 (희곡)
- 파우스트 (괴테)
- 햄릿
- 일리아스
- 리어왕
- 맥베스 (희곡)
- 메데이아 (에우리피데스)
- 베니스의 상인
- 맥베스 (희곡)
- 오이디푸스왕
- 오셀로
- 리처드 3세 (희곡)
- 템페스트
- 서푼짜리 오페라
- 십이야
- 겨울 이야기

## 더빙
- 아틀란티스: 잃어버린 제국